# Антоній Качинський

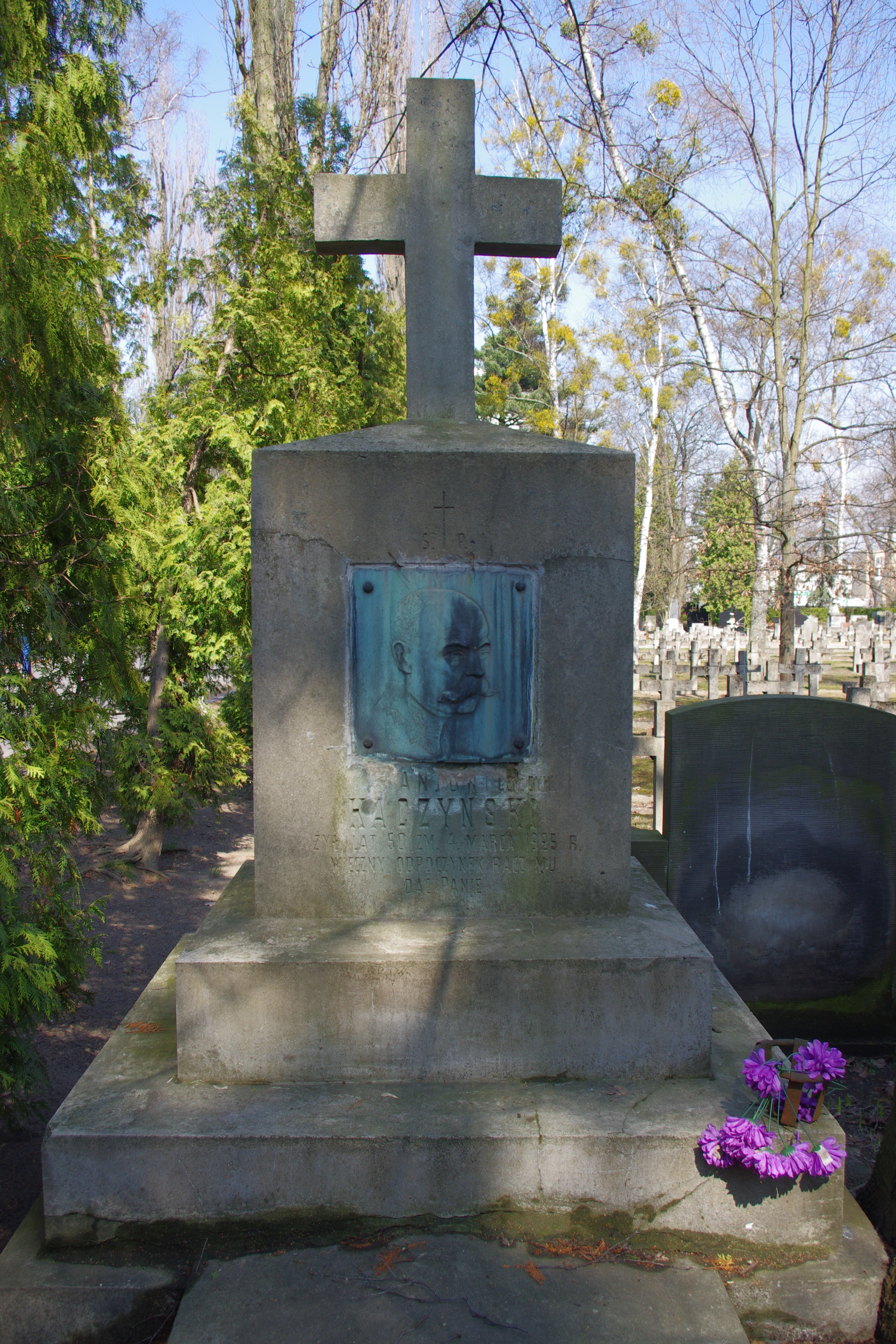
Пам'ятник на могилі Антоні Качинського у Варшаві на Повонзівському цвинтарі

Антоні Качинський (7 серпня 1874,Житомир  — помер 4 березня 1925,  Варшава) — Генерал-майор Армії Польщі.

## Біографія
Народився в сім'ї Віктора Едварда Качинського, генерала російської армії, та Каміли Будзинської. Він був молодшим братом бригадного генерала Вінсент Качинського (1870–1932). Після закінчення у Воронежі кадетського корпусу і навчання в Михайлівській артилерійській школі в Петербурзі, він став професійним офіцером російської армії в 1895 році. У 1902 році закінчив Михайлівську артилерійську академію, після чого йому було доручено командування — спочатку батареєю, а потім 11-м кінним артилерійським ескадроном в Дубно, частина 11-ї дивізії кінноти. У 1911–1914 рр. був командиром артилерійського вогневого полігону у Варшавському військовому окрузі. Під час Першої світової війни він командував артилерією на російсько-німецькому фронті. У 1916 році йому було присвоєно звання генерал-майора. У липні 1917 року він був призначений служити в I Польському корпусі в якості артилерійського інспектора. Після розпуску корпусу він повернувся до Польщі.
8 січня 1919 року його офіційно прийняли до польської армії в якості генерал-лейтенанта, а 7 листопада 1918 року призначили начальником Технічно-артилерійського управління Міністерства військових справ. З 10 грудня цього року, після реорганізації міністерства, він обіймав посаду начальника VI артилерійського управління, а з 10 грудня 1919 року начальника VII артилерійського управління. Після чергової реорганізації міністерства, 1 березня 1920 року, він став керівником Департаменту озброєнь Варшави. 1 травня 1920 року він був затверджений генерал-лейтенантом. 10 серпня 1920 року, після прийняття Міністерством військових справ мирної структури, він був призначений керівником Департаменту третьої артилерії та озброєнь. 9 квітня 1922 року він став першим заступником генерального інспектора артилерії. 3 травня 1922 року він був підтверджений як бригадний генерал. У той час, коли генерал зброї Юзеф Халлер виконував мандат депутата і залишався бездіяльним (28 листопада 1922 — 11 березня 1924), він був генеральним інспектором артилерії.
31 березня 1924 р. Президент Республіки Польща Станіслав Войцеховський на прохання міністра військових справ генерал-майора Владислава Сікорського, підвищив його до звання генерал-майора 1 липня 1923 року та 4-го місця в генеральському корпусі.
Він був організатором артилерійських полігонів та пожежної школи, розробив перші положення та інструкції для польських артилеристів. Помер 4 березня 1925 р. у лікарні Уяздовського у Варшаві після нетривалої хвороби серця. 7 березня 1925 року він був похований на Військовому кладовище Повозькі.
Антоні Качинський був одружений з Вандою, що народилася Поповською, з якою у нього було четверо дітей.